# Albert Mangelsdorff
Albert Mangelsdorff (ur. 5 września 1928 we Frankfurcie nad Menem, zm. 25 lipca 2005 tamże) − niemiecki puzonista jazzowy.